# Piz Tschütta
El Piz Tschütta (también conocido como Stammerspitz) es una montaña de los Alpes de Samnaun, que domina Samnaun en el cantón de los Grisones. Con una elevación de 3254 ms.s.n.m., es la segunda montaña más alta de los Alpes Samnaun. 
Está alrededor de 3  km al noroeste del Muttler, la montaña más alta de los Alpes Samnaun. El primer ascenso fue el 16 de agosto de 1884 por K. Schulze, Johann Nell y Seraphim Kuppelwieser.